# بیکینگه
بیکینگه (به صربی: Bikinje) یک منطقهٔ مسکونی در صربستان است که در گولوباک واقع شده‌است. بیکینگه ۲۶۵ نفر جمعیت دارد.